# Vilada
Vilada – gmina w Hiszpanii, w prowincji Barcelona, w Katalonii, o powierzchni 22,45 km². W 2011 roku gmina liczyła 486 mieszkańców. Jego nazwa została udokumentowana w IX wieku jako Villalata, przetłumaczona jako „duże miasto”.